# Makowskia
Makowskia is een geslacht van uitgestorven discosauriscide Seymouriamorpha, bekend uit de Vroeg-Perm (Saxonien) van Boskovice Furrow, in de Tsjechische Republiek. 
Het werd voor het eerst benoemd door Jozef Klembara in 2005 en de typesoort is Makowskia laticephala. De geslachtsnaam eert Alexander Makowsky voor het in 1872 beschrijven van de eerste exemplaren van discosaurisciden uit de Boskovice Furrow, en de soortaanduiding betekent 'breed' (latus in het Latijn) + 'kop' (kefalé in het Grieks). Makowskia is alleen bekend van één exemplaar, het holotype SNMZ 26506, een schedel en een voorste gedeelte van het postcraniale skelet. Een fylogenetische analyse plaatst Makowskia als het zustertaxon van Spinarerpeton.